# Parafia św. Anny na Górze Świętej Anny
Parafia Świętej Anny w Górze Świętej Anny jest rzymskokatolicką parafią dekanatu Leśnica diecezji opolskiej. Parafia została utworzona w 1942 roku. Mieści się przy ulicy Klasztornej. Prowadzą ją ojcowie Franciszkanie.